# Saint-Sulpice (Ain)
Saint-Sulpice – miejscowość i gmina we Francji, w regionie Owernia-Rodan-Alpy, w departamencie Ain.

## Nazwa
Nazwa miejscowości pochodzi od imienia św. Sulpicjusza.

## Demografia
Według danych na styczeń 2012 roku gminę zamieszkiwały 174 osoby, a gęstość zaludnienia wynosiła 33,1 osób/km².